# Фейнберг Самуїл Євгенович
Самуїл Євгенович Фейнберг (14 (26) травня 1890, Одеса — 22 жовтня 1962), Москва — радянський піаніст, музичний педагог, композитор. Заслужений діяч мистецтв РРФСР (1937). Лауреат Державної премії (1946).

## Біографічні відомості
1894 року разом з сім'єю переїхав з Одеси до Москви.
Почав навчатися музики у А. Ф. Йенсена, надалі учень О. Б. Гольденвейзера (фортепіано) та М. С. Жиляева (композиція).
В 1911 закінчив Московську консерваторію підготувавши до виконання всі 48 прелюдій і фуг з циклу І. С. Баха «Добре темперований клавір» (через півстоліття Фейнберг цілком записав цей твір).
Після оголошення Першої світової війни був призваний до армії, проте захворів черевним тифом і в 1915 був демобілізований, повернувшись до концертної діяльності.
В 1920-х роках гастролював в Італії та Німеччині — за словами Є. М. Браудо, «блискуча моторика Фейнберга і дуже висока музикальність справили на німецьку публіку, що звикла до менш складного та виразного піанізму, враження чогось небувало свіжого».
З 1922 професор Московської консерваторії, з 1936 завідував кафедрою.
Помер 22 жовтня 1962. Похований у Москві на Головинському кладовищі.

## Виконавська творчість
Фейнберг був близький до А. Н. Скрябіна і став помітним виконавцем його музики. У його виконанні вперше прозвучав ряд творів С. С. Прокоф'єва, Н. Я. Мясковського та інших авторів. Крім того, в репертуар Фейнберга входили твори І. С. Баха, В. А. Моцарта, Л. Бетховена, Ф. Шопена, Р. Шумана.

## Музичні твори
Фейнберг компонував музику з 11 років. Найзначніші його твори — три концерти для фортепіано з оркестром (1931, 1944, 1947) і 12 фортепіанних сонат, датованих з 1915 по 1962 рік. Концерт № 3 записаний піаністом В. В. Буніним, соната для скрипки та фортепіано — І. Тен-Берг та М. Шефером.

## Наукові публікації
Фейнбергу належить монографія «Піанізм як мистецтво» (М.: Музика, 1965, друге видання 1969) і ряд статей, зібраних у книгу «Доля музичної форми» (М.: Радянський композитор, 1984).

## Учні
Вихованцями Фейнберга в Московській консерваторії були Віктор Мержанов, Володимир Натансон, Ніна Ємельянова, Віктор Бунін, Леонід Зюзін, Людмила Рощина, Зінаїда Ігнатьєва та багато інших.

## Премії та досягнення
- заслужений діяч мистецтв РРФСР (1937).
- Сталінська премія другого ступеня (1946) — за концерт для фортепіано з оркестром.
- орден Леніна.
- два ордена Трудового Червоного Прапора.
- Медалі.